# Seznam her pro Game Boy Color
Toto je abecední seznam her pro kapesní konzoli Game Boy Color. U některých titulů je připsané katalogové číslo. Hry označené hvězdičkou (*) se dají hrát pouze na konzoli Game Boy Color a novějších modelech.

## 0-9
- 10 Pin Bowling*
- 1942 (Capcom, 2000)*
- 3D Ultra Thrillride Pinball*
- 720° (Skateboarding) - UK: DMG-AA7P-EUR

## A
- Action Man: Search For Base X*
- Airforce Delta (Konami, 2000)*
- Alfred's Adventure*
- Aliens: Thanatos Encounter*
- All-Star Baseball 2000 (Realtime Associates, Acclaim, 1999)* - UK: CGB-AATP-EUR
- All-Star Baseball 2001 (Griptonite Games, Acclaim, 2000)* - USA: CGB-BASE-USA
- Alone in the Dark: The New Nightmare (Pocket Studios, Infogrames, 2001)* - Germany?: CGB-BIDP-NOE
- Animorphs (Run and Gun!, Ubisoft, 2000)*
- Antz Racing*
- Armada FX Racers
- Armorines: Project Swarm (NEON Software, Acclaim, 1999)*
- Army Men(Digital Eclipse Software, 3DO, 2000)*
- Army Men: Air Combat (Fluid Software, 3DO, 2000)*
- Army Men: Portal Runner*
- Army Men: Sarge's Heroes 2*
- Arthur's Absolutely Fun Day*
- Austin Powers: Oh Behave (Tarantula Studios, Take-Two Interactive, 2000)*
- Austin Powers: Welcome to my Underground Lair (Tarantula Studios, Take-Two Interactive, 2000)*

## B
- Barbie Kelly Club*
- Barbie Magic Genie*
- Barbie Ocean Discovery
- Barbie Pet Rescue*
- Batman Beyond: Return of the Joker (Kemco, Ubi Soft, 2000)*
- Batman: Chaos in Gotham City (Digital Eclipse, Ubi Soft, 2001)*
- Battletanx (Lucky Chicken Games, 3DO, 2000)*
- Beach 'n Ball*
- Billy Bob's Huntin' and Fishing*
- Bionic Commando: Elite Forces (Nintendo, 2000)*
- Black Bass Lure Fishing (Hot-B, Majesco, 1999)
- Blade (HAL, Activision, 2000)*
- Blaster Master: Enemy Below (Sunsoft, 2000)
- Blue's Clues Alphabet Book*
- Boarder Zone (Software Creations, Atari, 1999)*
- Bob the Builder
- Bomberman Max: Blue Champion (Hudson Soft, Vatical Entertainment, 2000)*
- Bomberman Max: Red Challenger (Hudson Soft, Vatical Entertainment, 2000)*
- Bomberman Quest
- Bubble Bobble (Taito, Metro3D, 1999)
- Buffy the Vampire Slayer (GameBrains, THQ, 2000)*
- Bugs Bunny Crazy Castle 3
- Bugs Bunny Crazy Castle 4
- Bust A Move 4 (Taito, Acclaim, 1999)
- Bust A Move Millennium (Taito, Acclaim, 2000)*
- Buzz Lightyear of Star Command (Traveller's Tales, Activision, 2000)

## C
- Caesar's Palace 2*
- Cannon Fodder (Sensible Software, Codemasters, 2000)*
- Carl Lewis Athletics 2000*
- Carmageddon (Sales Curve Interactive, Titus Interactive, 2000)*
- Casino Fun Pack
- Casper the Friendly Ghost
- Catwoman (Kemco, Vatical Entertainment, 1999)*
- Catz*
- Championship Motocross 2001 featuring Ricky Carmichael
- Chase H.Q.: Secret Police (Taito, Metro3D, 1999)
- Chicken Run*
- Cool Bricks (Pukka Games, SCi Games, 1999)*
- Commander Keen (id Software, Activision, 2001)*
- Conker's Pocket Tales (Rare, 1999)
- Croc: Legend of the Gobbos (Virtucraft, THQ, 2000)
- Croc 2 (Natsume, THQ, 2001)*
- Cruis'n Exotica (Crawfish Interactive, Midway, 2000)*
- Crystalis (Nintendo, 2000)* (Ported from NES)
- Cubix: Robots for Everyone Race n' Robots
- Cyber Tiger Woods Golf (Xantera, Electronic Arts, 2000)*

## D
- Dance Dance Revolution GB
- Dance Dance Revolution GB 2
- Dance Dance Revolution GB 3
- Dance Dance Revolution GB: Disney Mix
- Dance Dance Revolution GB: Oha Sta!
- Dave Mirra Freestyle BMX (NEON Software, Acclaim, 2000)*
- Deer Hunter*
- Denki Blocks (Denki, Rage Software, 2001)*
- Dexter's Laboratory: Robot Rampage (BAM! Entertainment, 2000)*
- Digital Monsters 3
- Disney/Pixar Monsters, Inc (Natsume, Buena Vista Games, 2001)*
- Disney/Pixar Toy Story 2 (Tiertex, THQ, 1999)
- Disney's Atlantis: The Lost Empire (Eurocom Entertainment, THQ, 2001) *
- Disney's Tarzan (Digital Eclipse, Activision, 1999)*
- Disney's The Emperor's New Groove*
- Disney's 102 Dalmatians (Crystal Dynamics/Digital Eclipse, Activision, 2000*
- Disneys Alice in Wonderland (Digital Eclipse, Nintendo, 2001*
- Disney's Aladdin (Crawfish Interactive, Ubisoft, 2000)*
- Disney's Dinosaur*
- Disney's The Jungle Book: Mowgli's Wild Adventure*
- Disney's Toy Story Racer (Tiertex, Activision, 2001)*
- Diva Starz: Mall Mania (DICE, Vivendi Universal Games, 2001)
- Dogz*
- Donkey Kong Country (Rare, Nintendo, 2000) (ported from SNES)*
- Donkey Kong GB: Dinky Kong & Dixie Kong (Rare, Nintendo, 2000) (ported from GB)*
- Donald Duck: Goin' Quackers (Ubi Soft, 2000)*
- Doug's Big Game*
- Dracula: Crazy Vampire
- Dragon Ball Z: Legendary Super Warriors
- Dragon Tales Adventure
- Dragon Tales: Dragon Wings*
- Dragon Warrior I & II (Enix, 2000) (Ported from NES)
- Dragon Warrior III (Enix, 2000)* (Ported from NES)
- Dragon Warrior Monsters (Tose, Enix, 2000)
- Dragon Warrior Monsters II: Cobi's Journey (Enix, 2001)
- Dragon Warrior Monsters II: Tara's Adventure (Enix, 2001)
- Dragon's Lair (Digital Eclipse, Capcom, 2001)*
- Driver (Crawfish Interactive, Infogrames, 2000)*
- Duke Nukem (Torus Games, Atari, 1999)*
- The Dukes of Hazzard*

## E
- Earthworm Jim: Menace 2 the Galaxy (David A. Palmer Productions, Crave Entertainment, 1999)
- ECW Hardcore Revolution (Acclaim, 2000)*
- Elmo in Grouchland
- ESPN International Track & Field (Konami, 2000)*
- ESPN National Hockey Night (Konami, 2001)*
- ET and the Cosmic Garden
- ET Digital Companion
- ET Escape From Planet Earth
- European Super League (Aqua Pacific, Virgin Interactive, 2001)* (Europe only)

## F
- F-1 Championship 2000*
- F-18 Thunder Strike*
- The Fish Files (7th Sense, MC2-Microïds, 2001)*
- Fisher Price Rescue Heroes Fire Frenzy*
- The Flintstones Starring in Burgertime in Bedrock (Conspiracy Entertainment, Swing! Entertainment, 2000)
- Force 21 (Code Monkeys, Red Storm Entertainment, 2000)*
- Formula One 2000*
- Frogger
- Frogger 2: Swampy's Revenge*

## G
- Galaga*
- Galaxian
- Game & Watch Gallery 2 (Tose, Nintendo, 1998)
- Game & Watch Gallery 3 (Tose, Nintendo, 2000)
- Gex: Enter the Gecko (David A. Palmer Productions, Crave Entertainment, 1998)
- Gex: Deep Cover Gecko*
- Ghosts 'n Goblins (Capcom, 1999)
- Gladiator
- Gobs of Games*
- Godzilla: The Series-Monster Wars*
- Gold and Glory: The Road to El Dorado (Planet Interactive, Ubi Soft, 2000)*
- Golden Goal (Tarantula Studios, Take-Two Interactive, 1999)
- Grand Theft Auto (Tarantula Studios, Take-Two Interactive, 2000) - UK: DMG-AOAP-EUR
- Grand Theft Auto 2 (Tarantula Studios, Rockstar Games, 2000)*
- The Grinch (Konami, 2000)*

## H
- Halloween Racer*
- Hamtaro: Ham-Hams Unite!*
- Hands of Time (videogame)
- Harley Davidson: Race Across America*
- Harry Potter and the Chamber of Secrets*
- Harry Potter and the Sorcerer's Stone
- Harvest Moon 2 - UK: DMG-BM2P-EUR-1
- Harvest Moon 3*
- Hello Kitty's Cube Frenzy
- Hercules: The Legendary Journeys*
- Heroes of Might and Magic*
- Heroes of Might and Magic 2*
- Hexcite*
- Hollywood Pinball*
- Hot Wheels Stunt Track Driver
- Hoyle Card Games*
- Hoyle Casino*

## I
- Indiana Jones and the Infernal Machine*
- Inspector Gadget*
- International Superstar Soccer '99 (Konami, 1999)

## J
- Jeff Gordon Team XS Racing
- Jeremy McGrath's Supercross 2000*
- Jim Henson's Muppets*
- Joshua & the Battle of Jericho
- Jumpstart Dino Adventure Field Trip
- Jurassic Boy 2

## K
- Ken Griffey Jr's Slugfest*
- Kirby Tilt 'n' Tumble*
- Klax*
- Knockout Kings*
- Konami GB Collection Vol.1
- Konami GB Collection Vol.2
- Konami GB Collection Vol.3
- Konami GB Collection Vol.4

## L
- The Land Before Time*
- Las Vegas Cool Hand
- The Legend of Zelda: Link's Awakening DX - UK: DMG-AZLP-EUR
- The Legend of Zelda: Oracle of Ages* - UK: CGB-AZ8P-EUR
- The Legend of Zelda: Oracle of Seasons* - UK: CGB-AZ7P-EUR
- Lego Alpha Team*
- Lego Island 2: The Brickster's Revenge*
- Lego Racers*
- Lego Stunt Rally*
- Lemmings*
- Lemmings & Oh No! More Lemmings*
- Lil' Monsters
- The Lion King 2*
- The Little Mermaid 2: Pinball Frenzy*
- Little Nicky*
- Logical*
- Looney Tunes
- Looney Tunes Collector: Alert!*
- Looney Tunes: Carrot Crazy
- Looney Tunes Racing*
- Looney Tunes Twouble!
- Lucky Luke*
- Lufia: The Legend Returns*

## M
- M & M's Mini Madness*
- Madden NFL 2001*
- Madden NFL 2002
- Magical Drop*
- Magical Tetris Challenge*
- Magi-Nation*
- Marble Madness*
- Mario Golf* - UK: CGB-AWXP-EUR
- Mario Tennis*
- Marvin Strikes Back*
- Mary Kate and Ashley Crush Course
- Mary Kate and Ashley Pocket Planner
- Mary Kate and Ashley Winner's Circle*
- Mask of Zorro*
- Mat Hoffman BMX Pro Racer*
- Matchbox Construction Zone
- Matchbox Emergency Patrol*
- Mega Man Xtreme
- Mega Man Xtreme 2*
- Men in Black 2*
- Metal Gear: Ghost Babel (Metal Gear Solid in the US & Europe)* - UK: CGB-BMSP-EUR
- Metal Walker
- Mia Hamm Soccer Shootout*
- Mickey's Racing Adventure*
- Mickey's Speedway USA*
- Micro Machines 1&2 Twin Turbo*
- Micro Machines V3*
- Microsoft Entertainment Pak
- Microsoft Pinball Arcade*
- Microsoft Puzzle Collection*
- Millennium Winter Sports*
- Missile Command*
- Mission: Impossible (Rebellion Developments, Infogrames, 2000)*
- Monster Rancher Explorer*
- Montezuma's Return
- Mortal Kombat 4
- Motocross Maniacs 2
- Mr. Driller*
- Mr. Nutz*
- MTV Sports: BMX*
- MTV Sports: Pure Ride*
- MTV Sports: Skateboarding*
- The Mummy*
- The Mummy Returns*

## N
- NASCAR 2000*
- NASCAR Challenge*
- NASCAR Heat*
- NASCAR Racers*
- NBA Showtime*
- NBA Hoopz*
- NBA Jam 2001*
- NFL Blitz 2000*
- NFL Blitz 2001*
- NHL Blades of Steel 99*
- NHL Blades of Steel 2000*
- Nicktoons Racing*
- NSYNC: Get to the Show

## O
- Oddworld Adventures II
- O'Leary Manager 2000*
- Othello*

## P
- Paperboy*
- Perfect Dark*
- Pitfall: Beyond the Jungle
- Player Manager 2001*
- Playmobil Laura*
- Pocket GT Racer
- Pocket Soccer*
- Pokémon Card GB2
- Pokémon Crystal*
- Pokémon Blue
- Pokémon Gold
- Pokémon Pinball
- Pokémon Puzzle Challenge*
- Pokémon Red
- Pokémon Silver
- Pokémon Trading Card
- Pokémon Yellow
- Polaris Snocross*
- Pong*
- Power Quest
- Power Rangers Time Force*
- Power Rangers Lightspeed Rescue*
- Power Spike Pro Beach Volleyball*
- Powerpuff Girls: Bad Mojo Jojo*
- Powerpuff Girls: Battle Him*
- Powerpuff Girls: Paint the Townsville Green*
- Project S-11*
- Pro Darts*
- Pro Pool*
- Puchi Carat
- Puzzled*

## Q
- Q*Bert*
- Quest for Camelot

Quest: Fantasy Challenge

## R
- R-Type DX
- Rainbow Six*
- Rampage: World Tour
- Rampage 2: Universal Tour*
- Rainbow Islands*
- Rampart (arcade game)*
- Rats!
- Rayman*
- Rayman 2
- Razor Freestyle Scooter*
- Ready 2 Rumble (Crawfish Interactive, Midway, 1999)*
- Resident Evil Gaiden*
- Reservoir Rat
- Return of the Ninja*
- Revelations: The Demon Slayer
- Rhino Rumble*
- Road Champs: BXS Stunt Biking*
- Road Rash*
- RoboCop*
- Rocket Power: Gettin Air*
- Rocky Mountain Trophy Hunter*
- Ronaldo V-Football
- Roswell*
- Rox
- Rugrats in Paris: The Movie*
- Rugrats: Totally Angelica*
- Rush 2049*

## S
- Sabrina the Animated Series: Spooked!*
- Sabrina the Animated Series: Zapped!*
- Scooby Doo: Classic Creep Capers*
- Sesame Street Sports*
- Sgt Rock: On the Frontline*
- Shantae
- Shaun Palmer's Pro Snowboarding
- Shrek: Fairytale Freakdown*
- The Simpsons: Treehouse of Horror* - UK: CGB-BNOP-EUR
- Smurfs Nightmare*
- Snoopy Tennis*
- Snow Cross*
- Snow White and the Seven Dwarves
- Space Invaders
- Space Marauder*
- Space Station Silicon Valley
- Spawn*
- Spider-Man*
- Spider-Man 2: The Sinister Six*
- SpongeBob SquarePants: The Legend of the Lost Spatula
- Spy vs. Spy*
- Star Wars Episode I: Obi-Wan's Adventures
- Star Wars: Episode I Racer*
- Star Wars: Yoda Stories
- Stranded Kids
- Street Fighter Alpha*
- Stuart Little The Journey Home
- Super Breakout
- Super Mario Bros. Deluxe* - UK: CGB-AHYP-EUR (Ported from NES)
- Survival Kids

## T
- Taxi 2
- Taxi 3
- Tazmanian Devil: Munching Madness
- Teck Deck Skateboarding*
- Test Drive Cycles*
- Test Drive Le Mans*
- Tetris DX
- Three Lions (Tarantula Studios, Take-Two Interactive, 1999)
- Tiny Toon Adventures: Buster Saves the Day*
- Tiny Toon Adventures: Dizzy's Candy Quest*
- TOCA; Touring Car Championship* - UK: CGB-BTCP-EUR
- Toki Tori*
- Tom and Jerry in Mouse Attacks
- Tomb Raider*
- Tomb Raider: Curse of the Sword*
- Tom and Jerry: Mouse Hunt*
- Tonka Construction Site
- Tonka Raceway*
- Tony Hawk's Pro Skater*
- Tony Hawk's Pro Skater 2*
- Tony Hawk's Pro Skater 3*
- Toobin'*
- Toonsylvania*
- Top Gear Pocket*
- Top Gear Pocket 2*
- Top Gun: Firestorm*- UK: CGB-BICP-EUR
- Towers: Lord Baniff's Deceit*
- Toy Story Racer*
- Trick Boarder*
- Trouballs*
- Turok 3: Shadow of Oblivion*
- Turok: Rage Wars*
- Tweety's High Flying Adventure*

## U
- UEFA 2000*
- Ultimate Fighting Championship*
- Ultimate Paintball*
- UNO

## V
- Vegas Games*
- Vigilante 8*
- VIP*
- V-Rally* - UK: CGB-AVYP-UKV
- V-Rally '99*

## W
- Wacky Races*
- Walt Disney World Quest: Magical Racing Tour*
- Wario Land II
- Wario Land 3*
- Warlocked*
- Warriors of Might and Magic*
- WCW Mayhem*
- Wendy: Every Witch Way*
- Who Wants To Be A Millionaire: 2*
- Wild Thornberry's Rambler*
- Winnie the Pooh Adventures*
- Woody Woodpecker*
- Woody Woodpecker Racing*
- World Destruction League: Thunder Tanks*
- The World Is Not Enough*
- Worms: Armageddon*
- WWF: Attitude*
- WWF: Betrayal*
- WWF: WrestleMania 2000*

## X
- X-Men: Mutant Academy*
- X-Men: Mutant Wars*
- X-Men: Wolverine's Rage*
- X-Treme Sports*
- X-Treme Wheels
- Xena: Warrior Princess*

## Y
- Yogi Bear: Great Balloon Blast*
- Yu-Gi-Oh! Dark Duel Stories*

## Z
- Zebco Fishing*
- Zoboomafoo: Playtime in Zobooland